# 中栄信用金庫
中栄信用金庫（ちゅうえいしんようきんこ、英語：Chuei Shinkin Bank）は、神奈川県秦野市に本店を置く信用金庫である。

## 店舗
- 本店営業部
- 伊勢原支店
- 渋沢支店
- 愛甲石田支店
- 東海大学駅前支店
- 金目支店
- 平塚支店
- 南支店
- 伊勢原南口支店
- 鶴巻駅前支店
- 曲松支店
- 秦野駅前支店
- 鶴巻中央支店
- 旭支店
- 岡崎支店
- 開成支店

## オリジナル商品
- 中栄年金定期
- 中栄ドリーム積金
- マイ★クルリン通帳（マイフォト通帳）